# 済南道 (汪兆銘政権)
済南道（さいなんどう）は汪兆銘政権華北政務委員会により設置された山東省の道。

## 沿革
1940年（民国29年）6月15日、中華民国臨時政府時代の道制整理の際に新設された。

## 行政区画
廃止直前下部の7県を管轄した。（50音順）
- 斉河県
- 斉東県
- 済陽県
- 章丘県
- 鄒平県
- 長清県
- 歴城県